# Всеобщий театр (Лодзь)
«Всеобщий театр в Лодзи» (пол. Teatr Powszechny w Łodzi) — драматический театр в Лодзи. 
«Всеобщий театр» возник в мае 1945 году, однако с сентября 1945 был второй сценой Театра Войска Польского и вновь стал самостоятельным в 1948 году.

## Известные актёры театра
- Анджеевская, Ядвига
- Бельский, Збигнев
- Вроцлавский, Бронислав
- Зинтель, Зыгмунт
- Камас, Ежи
- Клосовский, Роман
- Кубицкий, Януш
- Мусял, Влодзимеж
- Немчик, Леон
- Палюшкевич, Януш
- Скочиляс, Влодзимеж
- Стоор, Мечислав
- Сыкала, Роман
- Фогель, Александер
- Хойнацкая, Ядвига
- Шевчик, Михал
- Шонерт, Мирослав